# Bill Hader
William Thomas Hader Jr. (Tulsa, 1978. június 7. – ) háromszoros Primetime Emmy-díjas amerikai színész, humorista, forgatókönyvíró, rendező és producer.

## Élete és pályafutása
2018-tól főszerepet alakít a HBO Barry című televíziós sorozatában, két Primetime Emmy-díjat nyerve. 2005 és 2013 között a Saturday Night Live stábjának tagja volt, több Primetime Emmy-jelölést szerezve. Az ő nevéhez fűzödik a Documentary Now! című, 2015 óta futó áldokumentumfilm-sorozat megalkotása, melyet szereplőként is jegyez.
Mellékszerepei voltak Az örök kaszkadőr (2007), a Superbad, avagy miért ciki a szex? (2007), a Trópusi vihar (2008), a Lepattintva (2008), az Éjszaka a múzeumban 2. (2009), a Kalandpark (2009), a Paul (2011) és a Men in Black – Sötét zsaruk 3. (2012) című vígjátékokban. A Csontváz ikrek (2014), a Kész katasztrófa (2015) és az Az – Második fejezet (2019) című filmekben főszereplőként látható.
Szinkronszínészként hangját kölcsönözte olyan animációs filmekben, mint a Derült égből fasírt-filmek (2009–2014), a Turbó (2013), a Szörny Egyetem (2013), az Agymanók (2015), a Szenilla nyomában (2016), az Angry Birds – A film (2016), a Virsliparti (2016), a Ralph lezúzza a netet (2018) és az Angry Birds 2. – A film (2019).

## Filmográfia

### Film

#### Élőszereplős
| Év   | Magyar cím                                         | Eredeti cím                                    | Szerep                       | Magyar hang           | Rendező              |
| ---- | -------------------------------------------------- | ---------------------------------------------- | ---------------------------- | --------------------- | -------------------- |
| 2006 | Én, a nő és plusz egy fő                           | You, Me and Dupree                             | Mark                         | Kapácsy Miklós        | Anthony és Joe Russo |
| 2006 |                                                    | The Pity Card (rövidfilm)                      | Eric                         |                       | Bob Odenkirk         |
| 2007 | Felkoppintva                                       | Knocked Up                                     | Brent                        | Kapácsy Miklós        | Judd Apatow          |
| 2007 | Az örök kaszkadőr                                  | Hot Rod                                        | Dave                         | Szabó Máté            | Akiva Schaffer       |
| 2007 | Superbad, avagy miért ciki a szex?                 | Superbad                                       | Slater nyomozó               | Rába Roland           | Greg Mottola         |
| 2007 | A gyerekesek                                       | The Brothers Solomon                           | fekvő motoros                |                       | Bob Odenkirk         |
| 2007 | Bíbor violák                                       | Purple Violets                                 | könyvesbolti rajongó (cameo) |                       | Edward Burns         |
| 2008 | Ananász expressz                                   | Pineapple Express                              | Greg B. Miller közlegény     | Molnár Levente        | David Gordon Green   |
| 2008 | Trópusi vihar                                      | Tropic Thunder                                 | Rob Slolom                   | Zámbori Soma          | Ben Stiller          |
| 2008 | Lepattintva                                        | Forgetting Sarah Marshall                      | Brian Bretter                | Gáspár András         | Nicholas Stoller     |
| 2009 | Kalandpark                                         | Adventureland                                  | Bobby                        | Bede-Fazekas Szabolcs | Greg Mottola         |
| 2009 | Éjszaka a múzeumban 2.                             | Night at the Museum: Battle of the Smithsonian | George Armstrong Custer      | Kautzky Armand        | Shawn Levy           |
| 2009 | A kezdet kezdete                                   | Year One                                       | Sámán                        | Welker Gábor          | Harold Ramis         |
| 2011 | Paul                                               | Paul                                           | Haggard ügynök               | Fekete Zoltán         | Greg Mottola         |
| 2012 | Men in Black – Sötét zsaruk 3.                     | Men in Black 3                                 | Andy Warhol / W ügynök       | Rába Roland           | Barry Sonnenfeld     |
| 2012 | 40 és annyi                                        | This is 40                                     | férfi a boltban (cameo)      |                       | Judd Apatow          |
| 2013 | Kamatylista                                        | The To Do List                                 | Willy Mclean                 |                       | Maggie Carey         |
| 2013 | Egy szerelem története: Ők                         | The Disappearance of Eleanor Rigby             | Stuart                       | Stern Dániel          | Ned Benson           |
| 2014 | Csontvázikrek                                      | The Skeleton Twins                             | Milo                         | Rajkai Zoltán         | Craig Johnson        |
| 2014 | Édes riválisok                                     | They Came Together                             | Kyle                         |                       | David Wain           |
| 2014 | 22 Jump Street – A túlkoros osztag                 | 22 Jump Street                                 | iskolai gonosztevő (cameo)   |                       | Phil Lord            |
| 2014 | 22 Jump Street – A túlkoros osztag                 | 22 Jump Street                                 | iskolai gonosztevő (cameo)   | Christopher Miller    |                      |
| 2015 |                                                    | Accidental Love                                | Turnstall doktor             |                       | David O. Russell     |
| 2015 | Kész katasztrófa                                   | Trainwreck                                     | Aaron Conners                | Rába Roland           | Judd Apatow          |
| 2015 | Maggie terve                                       | Maggie's Plan                                  | Tony                         | Horváth Illés         | Rebecca Miller       |
| 2016 | Popsztár: Soha ne állj le (a soha le nem állással) | Popstar: Never Stop Never Stopping             | Zippy (cameo)                | Rába Roland           | Akiva Schaffer       |
| 2016 | Popsztár: Soha ne állj le (a soha le nem állással) | Popstar: Never Stop Never Stopping             | Zippy (cameo)                | Rába Roland           | Jorma Taccone        |
| 2019 | Az – Második fejezet                               | It: Chapter Two                                | Richie Tozier                | Kálloy Molnár Péter   | Andy Muschietti      |
| 2019 | Noelle: A Télapó lánya                             | Noelle                                         | Nick Kringle                 | Miller Dávid          | Marc Lawrence        |
| 2023 | Amitől félünk                                      | Beau Is Afraid                                 | csomagkézbesítő (cameo)      |                       | Ari Aster            |

#### Szinkronhang
| Év   | Magyar cím                                   | Eredeti cím                         | Szerep                      | Magyar hang          | Rendező            |
| ---- | -------------------------------------------- | ----------------------------------- | --------------------------- | -------------------- | ------------------ |
| 2005 |                                              | Jenny Clone (rövidfilm)             | apa                         |                      | Maggie Carey       |
| 2006 |                                              | Doogal                              | Sam, a katona               |                      | Dave Borthwick     |
| 2006 | Jean Duval                                   | Doogal                              | Sam, a katona               |                      |                    |
| 2009 | Jégkorszak 3. – A dínók hajnala              | Ice Age: Dawn of the Dinosaurs      | Gazella                     | Timon Barna          | Carlos Saldanha    |
| 2009 | Derült égből fasírt                          | Cloudy with a Chance of Meatballs   | Flint Lockwood              | Hevér Gábor          | Phil Lord          |
| 2009 | Derült égből fasírt                          | Cloudy with a Chance of Meatballs   | Flint Lockwood              | Hevér Gábor          | Christopher Miller |
| 2010 | Scott Pilgrim a világ ellen                  | Scott Pilgrim vs. the World         | a Hang                      |                      | Edgar Wright       |
| 2011 | Megint Pirosszka! – Ellenrossz a rossz ellen | Hoodwinked Too! Hood vs. Evil       | Jancsi                      |                      | Mike Disa          |
| 2013 | A szörny mentőakció                          | Escape from Planet Earth            | bemondó (cameo)             |                      | Cal Brunker        |
| 2013 | Szörny Egyetem                               | Monsters University                 | bíró / meztelen csiga       |                      | Dan Scanlon        |
| 2013 | Star Trek – Sötétségben                      | Star Trek Into Darkness             | USS Vengeance Számítógép    |                      | J. J. Abrams       |
| 2013 | Turbó                                        | Turbo                               | Gagné                       | Fekete Ernő          | David Soren        |
| 2013 | Derült égből fasírt 2. – A második fogás     | Cloudy with a Chance of Meatballs 2 | Flint Lockwood              | Hevér Gábor          | Cody Cameron       |
| 2013 | Derült égből fasírt 2. – A második fogás     | Cloudy with a Chance of Meatballs 2 | Flint Lockwood              | Hevér Gábor          | Kris Pearn         |
| 2013 | A nő                                         | Her                                 | chatszobás barát (cameo)    |                      | Spike Jonze        |
| 2015 | Agymanók                                     | Inside Out                          | Majré                       | Seder Gábor          | Pete Docter        |
| 2015 | Riley első randija? (rövidfilm)              | Riley's First Date?                 | Majré                       | Seder Gábor          | Josh Cooley        |
| 2015 | Riley első randija? (rövidfilm)              | Riley's First Date?                 | Jordan derűje               | Baráth István        | Josh Cooley        |
| 2016 | Angry Birds – A film                         | The Angry Birds Movie               | Leonárd király              | Kálloy Molnár Péter  | Clay Kaytis        |
| 2016 | Angry Birds – A film                         | The Angry Birds Movie               | Leonárd király              | Kálloy Molnár Péter  | Fergal Reilly      |
| 2016 | Szenilla nyomában                            | Finding Dory                        | Stan                        | Szabó Sipos Barnabás | Andrew Stanton     |
| 2016 | A barátságos óriás                           | The BFG                             | Vértunkoló (motion capture) | Horváth Illés        | Steven Spielberg   |
| 2016 | Virsliparti                                  | Sausage Party                       | Tüzes víz                   | Galambos Péter       | Conrad Vernon      |
| 2016 | Virsliparti                                  | Sausage Party                       | Tequila                     | Bácskai János        | Conrad Vernon      |
| 2016 | Virsliparti                                  | Sausage Party                       | El Guaco, a gengszter       | Gyurin Zsolt         | Greg Tiernan       |
| 2017 | Power Rangers                                | Power Rangers                       | Alpha 5 (motion capture)    | Szűcs Péter Pál      | Dean Israelite     |
| 2018 | Ralph lezúzza a netet                        | Ralph Breaks the Internet           | JB Spamley (cameo)          | Rajkai Zoltán        | Rich Moore         |
| 2018 | Ralph lezúzza a netet                        | Ralph Breaks the Internet           | JB Spamley (cameo)          | Rajkai Zoltán        | Phil Johnston      |
| 2019 | Toy Story 4.                                 | Toy Story 4                         | Mutatványos Axel            | Baráth István        | Josh Cooley        |
| 2019 | Angry Birds 2. – A film                      | The Angry Birds Movie 2             | Leonárd király              | Kálloy Molnár Péter  | Thurop Van Orman   |
| 2021 | Addams Family 2.                             | The Addams Family 2                 | Cyrus Strange               | Kautzky Armand       | Greg Tiernan       |
| 2021 | Addams Family 2.                             | The Addams Family 2                 | Cyrus Strange               | Kautzky Armand       | Conrad Vernon      |
| 2022 | Lightyear                                    | Lightyear                           | Featheringhamstan           |                      | Angus MacLane      |
| 2024 | Képzeletbeli barátok                         | IF                                  | Banán                       | Rába Roland          | John Krasinski     |

### Televízió
| Év        | Magyar cím                                          | Eredeti cím                                 | Szerep                                    | Megjegyzések                                                                                |
| --------- | --------------------------------------------------- | ------------------------------------------- | ----------------------------------------- | ------------------------------------------------------------------------------------------- |
| 2005      | Punk’d – SztÁruló                                   | Punk’d                                      | ügynök                                    | 1 epizód                                                                                    |
| 2005–2018 | Saturday Night Live                                 | Saturday Night Live                         | több szerep                               | 159 epizód                                                                                  |
| 2005–2018 | Saturday Night Live                                 | Saturday Night Live                         | önmaga / házigazda                        | 2 epizód                                                                                    |
| 2008–2017 |                                                     | Saturday Night Live Weekend Update Thursday | több szerep                               | 7 epizód                                                                                    |
| 2008–2017 | South Park                                          | South Park                                  | Ike Broflovski / egyéb szereplők (hangja) | 8 epizód kreatív tanácsadó és producer                                                      |
| 2008      |                                                     | Human Giant                                 | önmaga / Little Kevin                     | 4 epizód                                                                                    |
| 2008      |                                                     | Tim and Eric Awesome Show                   | James Quall                               | 1 epizód                                                                                    |
| 2009      |                                                     | Xavier: Renegade Angel                      | Pavlov / pap (hangja)                     | 2 epizód                                                                                    |
| 2009–2010 |                                                     | Aqua Teen Hunger Force                      | felfújható Hitler / Pod (hangja)          | 2 epizód                                                                                    |
| 2010      | Furcsa amcsik                                       | Ugly Americans                              | William Dyer / Christ Angel (hangja)      | 1 epizód                                                                                    |
| 2010      | A stúdió                                            | 30 Rock                                     | Kevin                                     | 1 epizód                                                                                    |
| 2010      |                                                     | Freaknik: The Musical                       | Tad (hangja)                              | tévéfilm                                                                                    |
| 2010      |                                                     | Turner Classic Movies                       | önmaga (házigazda)                        | 1 epizód                                                                                    |
| 2010–2013 |                                                     | The Venture Bros.                           | több szereplő hangja                      | 7 epizód                                                                                    |
| 2011      | Halálosan komolytalan                               | Funny or Die Presents                       | edző                                      | 4 epizód                                                                                    |
| 2011      | Hat nap adásig: Így készül a South Park             | 6 Days to Air: The Making of South Park     | önmaga                                    | - dokumentumfilm - magyar hangja: - Seder Gábor                                             |
| 2011–2014 |                                                     | Essentials, Jr.                             | önmaga (házigazda)                        | 52 epizód                                                                                   |
| 2012      |                                                     | NTSF:SD:SUV::                               | Tad McMilrthy                             | 1 epizód                                                                                    |
| 2012      |                                                     | The Secret Policeman's Ball 2012            | Julian Assange                            | különkiadás                                                                                 |
| 2012–2014 |                                                     | The Mindy Project                           | Tom                                       | 5 epizód                                                                                    |
| 2012–2020 | Bob burgerfalodája                                  | Bob's Burgers                               | Mickey / Big Bob (hangja)                 | 8 epizód                                                                                    |
| 2013      |                                                     | Portlandia                                  | Birdman                                   | 1 epizód                                                                                    |
| 2013      | Office                                              | The Office                                  | önmaga                                    | 1 epizód                                                                                    |
| 2013      | Tömény történelem                                   | Drunk History                               | John Stith Pemberton                      | 1 epizód                                                                                    |
| 2013      | Égessük le James Francót!                           | Comedy Central Roast of James Franco        | önmaga                                    | különkiadás                                                                                 |
| 2013      | Előzmények törlése                                  | Clear History                               | Rags                                      | - tévéfilm - magyar hangja: - Debreczeny Csaba                                              |
| 2013      |                                                     | Arcade Fire in Here Comes The Night Time    | Bill kapitány                             | különkiadás                                                                                 |
| 2013–2015 |                                                     | The Awesomes                                | Dr. Giuseppe Malocchio (hangja)           | 22 epizód                                                                                   |
| 2013–2018 | A Simpson család                                    | The Simpsons                                | Slava / Manacek (hangja)                  | 2 epizód                                                                                    |
| 2014–2015 |                                                     | Randy Cunningham: 9th Grade Ninja           | Whoopee 2 / Dr. Sam (hangja)              | 2 epizód                                                                                    |
| 2015      | Úr keres hölgyet                                    | Man Seeking Woman                           | Adolf Hitler                              | - 1 epizód - magyar hangja: - Király Adrián                                                 |
| 2015      | Amynek áll a világ                                  | Inside Amy Schumer                          | Cliffley Bennett / Doug                   | 1 epizód                                                                                    |
| 2015      | Brooklyn 99 – Nemszázas körzet                      | Brooklyn Nine-Nine                          | Seth Dozerman százados                    | 1 epizód                                                                                    |
| 2015–     |                                                     | Documentary Now!                            | több szerep                               | társalkotó, író és vezető producer                                                          |
| 2016      | Szilícium-völgy                                     | Silicon Valley                              | Pipey (hangja)                            | 1 epizód                                                                                    |
| 2016      |                                                     | Finding Your Roots                          | önmaga                                    | 1 epizód                                                                                    |
| 2018–2023 | Barry                                               | Barry                                       | Barry Berkman / Barry Block / Clark       | - 32 epizód - magyar hangja: - Kovács Lehel - társalkotó, író, rendező - és vezető producer |
| 2019      | A Sötét Kristály – Az ellenállás kora               | The Dark Crystal: Age of Resistance         | urGoh / vándor (hangja)                   | 4 epizód                                                                                    |
| 2021      | A Marvel bemutatja: M.O.D.O.K.                      | Marvel's M.O.D.O.K.                         | Angar / Leader (hangja)                   | 2 epizód                                                                                    |
| 2021      | Kalandra fel! Távoli világok                        | Adventure Time: Distant Lands               | Bufo (hangja)                             | 1 epizód                                                                                    |
| 2021      | Félig üres                                          | Curb Your Enthusiasm                        | Igor / Gregor / Timor                     | 1 epizód                                                                                    |
| 2022      |                                                     | Toast of Tinseltown                         | Dwight Difference                         | 1 epizód                                                                                    |
| 2024      | John Mulaney bemutatja: Mindenki Los Angelesben van | John Mulaney Presents: Everybody's in LA    | önmaga                                    | 1 epizód                                                                                    |

## Fordítás
- Ez a szócikk részben vagy egészben  a   Bill Hader című angol Wikipédia-szócikk fordításán alapul.  Az eredeti cikk szerkesztőit annak laptörténete sorolja fel. Ez a jelzés csupán a megfogalmazás eredetét és a szerzői jogokat jelzi, nem szolgál a cikkben szereplő információk forrásmegjelöléseként.